# Beethoven (film)
Beethoven je americká rodinná komedie z roku 1992, první ze série šesti filmů.

## Děj
Na začátku filmu dva muži ukradnou několik psů, včetně štěněte bernardýna, z obchodu se zvířaty. Bernardýn jim ale uteče a přes noc se dostane do domu Newtonových. Táta George nechce ve svém domě psa, ale jeho manželka Alice a děti Ryce, Ted a Emily ho přemluví, aby pes mohl zůstat. Když mu vymýšlejí jméno, nejmladší dcera Emily začne hrát na klavír Beethovenovu pátou symfonii a pes při ní začne štěkat. Díky tomu dostane jméno Beethoven.
Ze začátku George vidí pouze problémy, které jim pes způsobuje: poškrabává dveře, shazuje nábytek, jí cizí jídlo, opouští dům. Zbytek rodiny si Beethovena ale oblíbí. Beethoven pomáhá dětem v jejich problémech; např. zažene kluky, kteří šikanují Teda, přiláká k Ryce chlapce, který se jí líbí, zachrání Emily, když se topí.
Rodina vezme Beethovena na preventivní vyšetření k místnímu veterináři Varnickovi. Ten je zapojen v ilegálních testech na zvířatech. K jednomu testu zrovna potřebuje velkého psa. Proto řekne Georgeovi, že bernardýni jsou nebezpeční, pak předstírá, že na něj Beethoven zaútočil. George tak i přesto, že Emily tvrdí, že veterinář napadl Beethovena, odveze psa k veterináři, aby ho utratil. Večer si ale rodina vše rozmyslí.
Vydají se k veterináři, kde zjistí, že jeho zranění byla jen předstíraná. Chtějí, aby jim Beethovena vrátil, ale on tvrdí, že již byl utracen. Rodina se rozhodne Varnicka sledovat. Zatímco Alice telefonuje na policii, George vnikne skleněným stropem do skladiště, kde Varnick s komplici schovává psy. Mezitím Ted vjede s rodinným autem do skladiště, Varnick je zraněn, později zatčen a odsouzen, stejně jako jeho komplicové. Newtonovi osvobodí všechny uvězněné psy.
Film končí, Georgem a Alicí přejícím všem osvobozeným psům dobrou noc.

## Obsazení
| Charles Grodin      | George Newton      |
| Bonnie Hunt         | Alice Newtonová    |
| Nicholle Tom        | Ryce Newtonová     |
| Christopher Castile | Ted Newton         |
| Sarah Rose Karr     | Emily Newtonová    |
| Dean Jones          | Dr. Herman Varnick |
| David Duchovny      | Brad               |
| Patricia Heaton     | Brie               |
| Oliver Platt        | Harvey             |
| Stanley Tucci       | Vernon             |